# 圣安德烈当布兰
圣安德烈当布兰（法語：Saint-André-d'Embrun，法語發音：[sɛ̃.t‿ɑ̃dʁe dɑ̃bʁœ̃]，意为“昂布兰的圣安德烈”）是法国上阿尔卑斯省的一个市镇，临近昂布兰，属于加普区。

## 地理
圣安德烈当布兰（44°35'10"N, 6°32'2"E）面积38.63 平方千米，位于法国普罗旺斯-阿尔卑斯-蓝色海岸大区上阿尔卑斯省，该省份为法国东南部内陆省份，北起萨瓦省，西北接伊泽尔省，西南接德龙省，南至上普罗旺斯阿尔卑斯省，东北部与意大利接壤。
与圣安德烈当布兰接壤的市镇（或旧市镇、城区）包括：沙托鲁莱萨尔普、克雷武、昂布兰、里苏勒、迪朗斯河畔圣克莱芒、圣索沃尔、瓦尔斯。

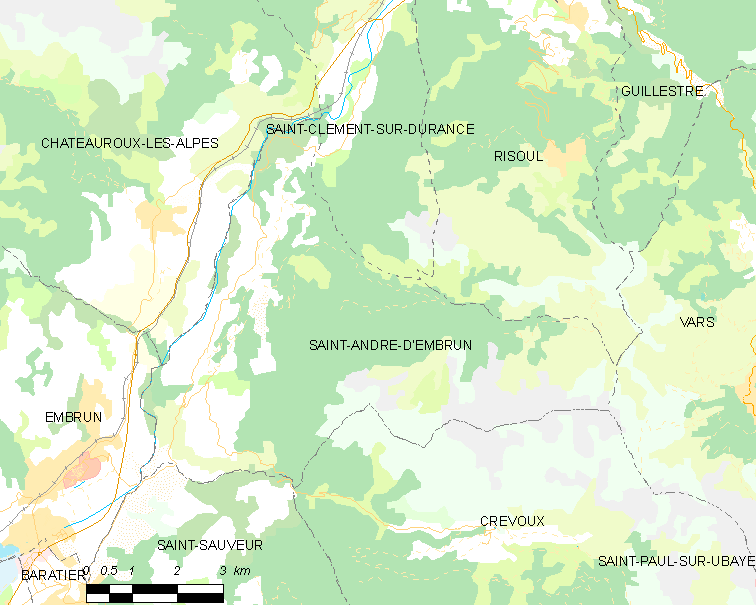
圣安德烈当布兰的OSM定位图

圣安德烈当布兰的时区为UTC+01:00、UTC+02:00（夏令时）。

## 行政
圣安德烈当布兰的邮政编码为05200，INSEE市镇编码为05128。

## 政治
圣安德烈当布兰所属的省级选区为昂布兰县。

## 人口

1962-2008年间圣安德烈当布兰人口变化图示

圣安德烈当布兰于2022年1月1日时的人口数量为708人。